# Tupinambis longilineus
El lagarto overo (Tupinambis longilineus) es una especie descrita por Ávila-Pires en 1995[cita requerida] y hasta 2003 conocido únicamente por 4 ejemplares de los estados brasileños de Acre y Rondônia (Pianka & Vitt 2003),[cita requerida] habitando Pando y norte del Beni en Bolivia. 